# La Encina
Pour les articles homonymes, voir Encina.
La Encina est une commune de la province de Salamanque dans la communauté autonome de Castille-et-León en Espagne.